# Chrysolina cretica
Chrysolina cretica é uma espécie de artrópode pertencente à família Chrysomelidae.